# Somebody To Love (đĩa đơn của TVXQ)
Somebody To Love là đĩa đơn thứ hai của Tohoshinki, phát hành ngày 13 tháng 7 năm 2005 bởi Rhythm Zone.
Ca khúc được sử dụng làm nhạc nền kết thúc cho chương trình YARISUGI KOJI (やりすぎコージー) của đài TV Tokyo.

## Danh sách bài hát

### CD
| STT | Nhan đề                                                             | Phổ lời                         | Phổ nhạc    | Thời lượng |
| --- | ------------------------------------------------------------------- | ------------------------------- | ----------- | ---------- |
| 1.  | "Somebody To Love"                                                  | Yoshimitsu Sawamoto, Mai Osanai | Kei Haneoka | 4:50       |
| 2.  | "言葉はいらない" (Kotoba Wa Iranai)                                 | Jun Tatsutano                   | Masaya Wada | 4:35       |
| 3.  | "Somebody To Love（アカペラver.)" (Somebody To Love (Acappela Ver.) | Yoshimitsu Sawamoto, Mai Osanai | Kei Haneoka | 2:11       |
| 4.  | "Somebody To Love (Less Vocal)"                                     |                                 |             |            |
| 5.  | "言葉はいらない (Less Vocal)"                                       |                                 |             |            |

### CD+DVD
CD
| STT | Nhan đề                             | Phổ lời                         | Phổ nhạc    | Thời lượng |
| --- | ----------------------------------- | ------------------------------- | ----------- | ---------- |
| 1.  | "Somebody To Love"                  | Yoshimitsu Sawamoto, Mai Osanai | Kei Haneoka | 4:50       |
| 2.  | "言葉はいらない" (Kotoba Wa Iranai) | Jun Tatsutano                   | Masaya Wada | 4:35       |
| 3.  | "Somebody To Love (Less Vocal)"     |                                 |             |            |
| 4.  | "言葉はいらない (Less Vocal)"       |                                 |             |            |

DVD
1. Somebody To Love (Music Video)
2. Interview

## Xếp hạng
| Ngày phát hành      | Oricon chart         | Thứ hạng | Số bản tiêu thụ | Chart run |
| ------------------- | -------------------- | -------- | --------------- | --------- |
| 13 tháng 7 năm 2005 | Weekly Singles Chart | 14       | 10.496          | —         |

## Ngày phát hành
| Ngày                | Quốc gia | Định dạng                   | Nhãn đĩa    |
| ------------------- | -------- | --------------------------- | ----------- |
| 13 tháng 7 năm 2005 | Nhật Bản | CD CD+ DVD digital download | Rhythm Zone |
| 13 tháng 7 năm 2005 | Hàn Quốc | CD CD+ DVD digital download | Rhythm Zone |
| 21 tháng 7 năm 2005 | Đài Loan | CD, CD+DVD                  | Avex Taiwan |